# 21856 Хетермарія
21856 Хетермарія (21856 Heathermaria) — астероїд головного поясу, відкритий 7 жовтня 1999 року.
Тіссеранів параметр щодо Юпітера — 3,633.